# Pertuis
Pertuis é uma comuna francesa, situada no departamento de Vaucluse,  região de Provence-Alpes-Côte d'Azur. É limitada ao sul pelo rio Durance, que  separa os departamentos de Vaucluse e  Bouches-du-Rhône.
Situada entre a montanha e o mar,  Pertuis sempre teve importância estratégica. A comuna tem a particularidade de fazer parte de uma   comunidade de aglomeração interdepartemental. Atualmente é um polo de atividades agrícolas e de turismo muito importante para o sudeste do departamento.